# HD 126218
HD 126218，又名CD-2411469，SAO 182517、HR 5390，是一颗恒星，视星等为5.32，位于銀經328.45，銀緯33.4，其B1900.0坐标为赤經14h 19m 6.1s，赤緯-24° 33.4′ 9″。